# 20セント硬貨 (オーストラリア)
オーストラリア20セント硬貨（オーストラリア20セントこうか、20¢）は、オーストラリア国内で流通する通貨。1オーストラリアドルの5分の1の価値を持つ。1966年2月に旧オーストラリア・フローリン硬貨に代わり登場した。表面には「女王エリザベス2世」の肖像が、裏面には「20」と「カモノハシ」の図案がデザインされている。

## 参考
- オーストラリア準備銀行
- Ian W. Pitt, ed (2000年). Renniks Australian Coin and Banknote Values (19 ed.). Chippendale, N.S.W.: Renniks Publications. ISBN 978-0-9585574-4-3